# Cugnaux
Cugnaux település Franciaországban, Haute-Garonne megyében. Lakosainak száma 20 239 fő (2022. január 1.). Cugnaux Tournefeuille, Plaisance-du-Touch, Portet-sur-Garonne, Toulouse és Villeneuve-Tolosane községekkel határos.

## Népesség
A település népességének változása:
| Lakosok száma | 5228 | 9461 | 12 997 | 16 019 | 16 049 | 17 600 | 17 974 | 18 267 | 20 100 | 20 239 |
|               | 1968 | 1982 | 1999   | 2006   | 2011   | 2015   | 2017   | 2018   | 2020   | 2022   |